# Robert Dehoux
Pour les articles homonymes, voir Dehoux.
Robert Dehoux (1925 - 11 novembre 2008) est un écrivain et acteur belge.

## Publications
- 1962 : [avec Claire Schock] Teilhard est un con.
- 1967 : La Survaleur.
- 1976 : La Contre-révolution permanente.
- 1979 : Tu es seul, tu ne l'oublieras pas.
- 1980 : L'État contre nature.
- 1988 : Robert Dehoux, Le zizi sous clôture inaugure la culture, Lausanne, L'Age d'homme, 1999, 205 p. (ISBN 978-2-8251-1217-5, lire en ligne).
- 2001 : Le Nuage de poussières.

## Filmographie

### Comme acteur
- 1981 : Courts-circuits, téléfilm de Patrick Grandperret
- 1997 : Crème et châtiment de Jan Bucquoy
- 2004 : Aaltra de Gustave Kervern et Benoît Delépine : l'amnésique
- 2006 : Avida de Gustave Kervern et Benoît Delépine : l'armoire qui parle
- 2008 : Louise-Michel de Gustave Kervern et Benoît Delépine : l'aumônier de la prison

### Comme réalisateur
- 1998 : Le zizi sous clôture inaugure la culture, de Robert Dehoux, court-métrage.